# Raccolta delle perle, testimonianza dell'economia di un'isola

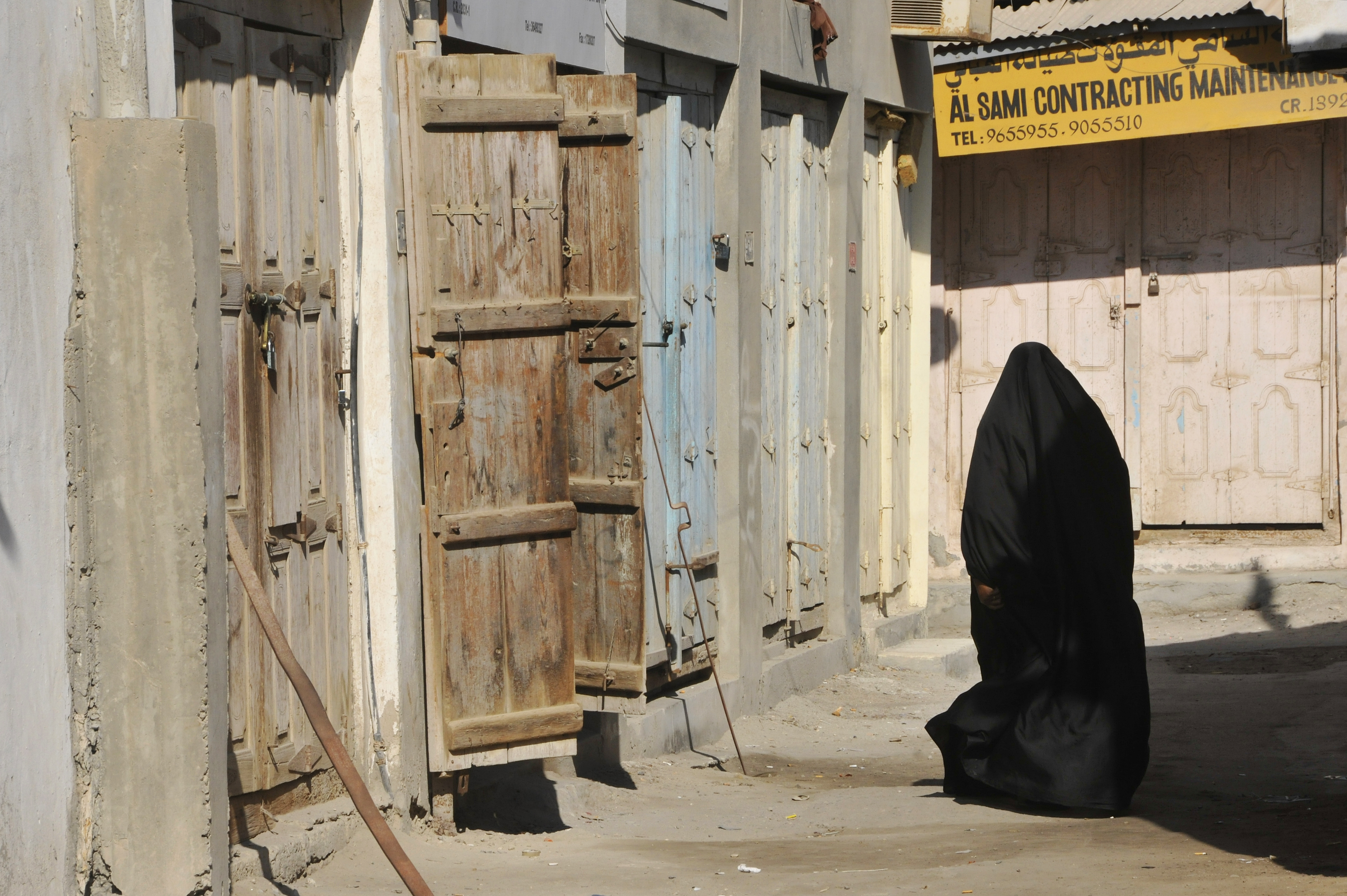
Veduta del Suq prima del restauro a Muharraq, parte del Sentiero delle Perle

Raccolta delle perle, testimonianza dell'economia di un'isola è un sito del patrimonio culturale iscritto nella lista del patrimonio dell'umanità dell'UNESCO il 30 giugno 2012. È costituito da tre banchi di ostriche nelle acque settentrionali del Bahrein, un segmento della costa e il forte di Bu Mahir sul lungomare nella punta meridionale dell'isola di Muharraq, e 17 edifici nella sezione storica di Muharraq collegati da un percorso visitatori di 3,5 km.
Il sito è il secondo del patrimonio dell'umanità dopo il Qal'at al-Bahrain. Sebbene il sito sia stato iscritto sotto l'etichetta: ""Perle, testimonianza di un'economia insulare"" dall'Autorità del Bahrain per la cultura e le antichità, i media internazionali lo hanno costantemente definito il "Sentiero delle perle".

## Descrizione
Il "sentiero delle perle" si trova nell'isola di Muharraq, vicino alla capitale del Bahrain, Manama. Ricopre una superficie di 330.000 metri quadrati tra cui letti di ostriche ed edifici legati all'industria delle perle del XIX secolo.
Nel 2013, l'Autorità del Bahrain per la cultura e le antichità si è impegnata a preservare e a far rivivere lo spirito di quest'area storica, sottolineando la sua importanza sociale ed economica, in particolare in relazione allo storico commercio delle perle. Oltre a preservare e restaurare le strutture storiche, il progetto di rigenerazione urbana mira a garantire che ogni nuova costruzione, nell'area, sia sensibile alla conservazione del patrimonio e alla pianificazione dello spazio pubblico contemporaneo.
Il progetto di rivitalizzazione comprende opere di conservazione, nuovi edifici e piani per spazi pubblici insieme a mandati sociali ed economici. Come parte del progetto, l'Autorità del Bahrain per la cultura e le antichità sta ristrutturando le aree pubbliche, le strade, i parcheggi, le facciate della città e reintroducendo i programmi contemporanei.

## Punti di riferimento
I visitatori dell'area possono seguire il "sentiero", un percorso che si estende per 3,5 chilometri dalla spiaggia di Bu Mahir al complesso di Siyadi nel cuore di Muharraq. Lungo il percorso sono presenti vari edifici che erano coinvolti nell'economia della perla, specialmente nel XIX secolo. Il percorso comprende anche un moderno centro visitatori, 16 piazze pubbliche, alcuni edifici culturali e 4 parcheggi.
Gli edifici elencati dall'UNESCO erano le residenze e le Majlis di mercanti di perle, commercianti, cercatori, insieme a stabilimenti commerciali, magazzini e la moschea della famiglia Siyadi.

## Significato storico
La raccolta delle perle in Bahrain è stata menzionata per la prima volta in testi assiri risalenti al 2000 a.C., riferendosi agli "occhi di pesce" di Dilmun (antica comunità politica che comprendeva il Bahrein). Il Bahrain (come Tylos, nome greco del Bahrain) è stato menzionato da Plinio come "famoso per il vasto numero delle sue perle". Si dice che l'età d'oro delle perle sia stata tra il 1850 e il 1930, quando erano più preziose dei diamanti e avevano attratto nel paese gioiellieri come Jacques Cartier.
Alla fine del 1930 c'erano circa 30.000 cercatori di perle, poiché la produzione delle perle era l'industria principale in Bahrain prima della scoperta del petrolio nel 1932. Dopo il crollo dell'industria delle perle, la maggior parte dei cercatori subacquei è passata al settore petrolifero di nuova fondazione. Attualmente, il commercio di perle coltivate in Bahrain è vietato. Oggi rimangono pochi cercatori.
Muharraq era la capitale e il centro politico del Bahrain nei tempi antichi ma gli edifici più vecchi sono stati danneggiati. Oltre al crollo del commercio delle perle, l'area aveva rischiato di perdere alcuni dei suoi mestieri tradizionali.

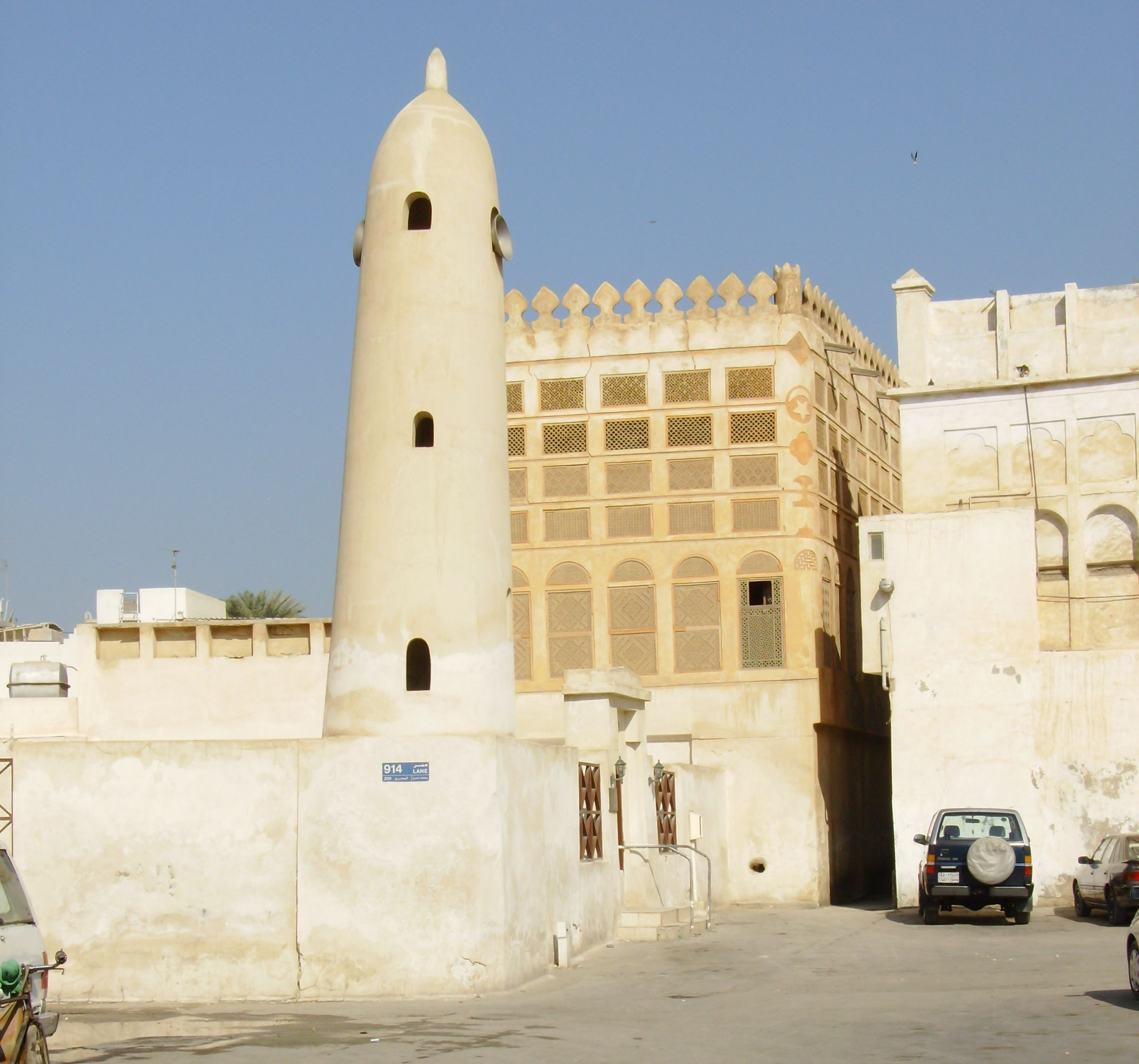
La moschea della famiglia Siyadi e il majlis sullo sfondo

## Impatto
Dopo che gli edifici più vecchi sono stati rivitalizzati e rimessi in uso, hanno attirato persone da altre aree del Bahrain. L'UNESCO ha osservato che il progetto ha dimostrato la collaborazione tra governo, società civile e settore privato in Bahrain per preservare il patrimonio del paese.
Al di là della sua importanza architettonica e storica, il progetto di rivitalizzazione del Muharraq ha stimolato la crescita e le opportunità di lavoro. L'artigianato antico e tradizionale del Bahrain è stato riportato in vita, incluso il ricamo Kurar, che era quasi estinto. Una nuova generazione sta imparando questi mestieri per generare reddito.

## Riconoscimento
L'UNESCO ha aggiunto la Raccolta delle perle, testimonianza dell'economia di un'isola alla sua lista del patrimonio mondiale il 30 giugno 2012.
La rivitalizzazione di Muharraq è stata uno dei sei vincitori dell'Aga Khan Award for Architecture 2019. È stato riconosciuto per il suo ruolo nel raccontare la storia dell'industria delle perle della penisola arabica nel corso dei secoli, in particolare il suo picco nel XIX secolo. Secondo Farrokh Derakhshani, direttore dell'Aga Khan Award for Architecture, "La rivitalizzazione di Muharraq è uno sforzo visionario per mantenere lo spirito di questa città storica. Il progetto dimostra un approccio sensibile alla conservazione del patrimonio e alla pianificazione dello spazio pubblico contemporaneo." L'Aga Khan Award for Architecture ha riconosciuto questo progetto come un approccio comunitario alla rigenerazione urbana, ovvero un progetto che ha portato il contributo dell'architettura contemporanea alla conservazione degli edifici tradizionali.